# Hermogenes (Koroplast)
Hermogenes (altgriechisch Ἑρμογένης) war ein griechischer Koroplast des 1. Jahrhunderts v. Chr. aus Myrina.
Hermogenes ist nur von Signaturen auf zwei verschiedenen Tonstatuetten des Gottes Eros bekannt, die diesen mit einem Siegeszeichen (Tropaion) zeigen. Beide befinden sich heute im Pariser Louvre.